# Цвейбрюккен, Кристиан фон
Кристиан фон Цвейбрюккен (20 ноября 1752, Цвайбрюккен — 25 октября 1817, Мюнхен) — граф фон Форбах, позже маркиз де Дю-Понт и затем фрайхерр фон Цвейбрюккен. Офицер французской армии, позже генерал Королевской армии Пруссии, затем Баварии; наконец, генерал инфантерии.

## Биография
Старший сын и ребёнок Кристиана IV, герцога Пфальц-Цвейбрюккенского и его жены Марианны Камасс. Все дети от этого брака не могли наследовать герцогство отца из-за того, что брак родителей был морганатическим, однако в 1792 году им было разрешено носить имя фрайхерр фон Цвейбрюккен.
По соглашению от марта 1751 года между королём Франции Людовика XV и Кристиана IV герцог пообещал французскому королю при необходимости поднять пехотный батальон Ройал-де-Понт, который был создан в 1757 году из двух батальонов французской короны после начала Семилетней войны; впервые был развёрнут в битве при Росбахе. Будучи командующим полком он был известен как Кристиан фон Форбах, а его брат Филипп Гийом (позже переименованный в Вильгельма) был его заместителем. В составе экспедиционного корпуса де Рошамбо Кристиан возглавлял Ройал-де-Понт во время Американской войны за независимость, где 4 октября 1781 года полк участвовал в битве при Йорктауне, также называемой «Немецкой битвой».
В 1783 году он женился на Аделаиде-Франсуазе де Бетюн-Полонь (1761—1823). У супругов было три дочери. Старшая Мария Амалия Шарлотта Огюст умерла спустя несколько месяцев после рождения в 1784 году. Двух других звали Мария Амалия Шарлотта Франциска Огюст Элеонора (1786—1839) и Казимира Мария Луиза Антуанетта (1787—1846).
Из-за Французской революции он оставил французские войска в звании полковника. Он получил право называться фрайхерр фон Цвейбрюккен, и поступил в прусскую армию в звании генерал-майора; он принимал участие в кампаниях против Франции в 1794 и 1797 годах.
В конце столетия он перешёл в баварскую армию, где стал генерал-лейтенантом и командующим провинцией Пфальцского района. Весной 1800 года он стал командиром дивизии, объединился с отрядами фон Деруа и фон Вреде и сражался против Франции за британскую корону под командованием австрийского фельдцейхмейстера Круа и эрцгерцога Иоганна Австрийского.
В 1808 году он стал гехаймратом, а в январе 1811 года ему было присвоено звание генерала инфантерии. Очевидно, что фон Цвейбрюккен также планировал заменить фон Монжела своим зятем, графом Карлом Эрнстом фон Грейвенройтом, который был женат на его дочери Казимире. Он умер в Мюнхене; он и его брат Вильгельм были похоронены на Старом южном кладбище.
В Европейском розарии в Цвайбрюккене установлен мемориал с именами Кристиана и его брата.

## Награды
- Орден Цинцинната
- Орден Красного орла
- Большой крест Военного ордена Максимилиана Иосифа